# Oenothera stricta
Oenothera stricta е едногодишно или двугодишно растение от семейство Върболикови.
Стъблата му са жилави, високи от 25 до 100 cm, често с жлезисти власинки. Листата – зелени, с незабележими жилки. Цветовете се отварят следобяд към залез-слънце. Чашелистчетата са изправени, 1,2 – 2,5 cm, венчелистчетата – жълти, често с червено петно в основата, избледняващо до червеникаво-оранжево, 1,5 – 2,5, понякога 3,5 cm. Семената са кафяви, елипсовидни, 1,4 – 1,8 mm, незабележимо вдлъбнати.
Растението цъфти от май до ноември, плододава от юни до ноември. Видът е предимно автогамен.
Обитава влажни места от 600 до 2500 m. н.в. Произхожда от Чили и Аржентина. Среща се в Китай, Индия, Индонезия, Япония, Пакистан, Русия, Шри Ланка; натурализиран в Африка, Австралия, Европа, Северна Америка, Южна Азия и тихоокеанските острови.